# Mazagón

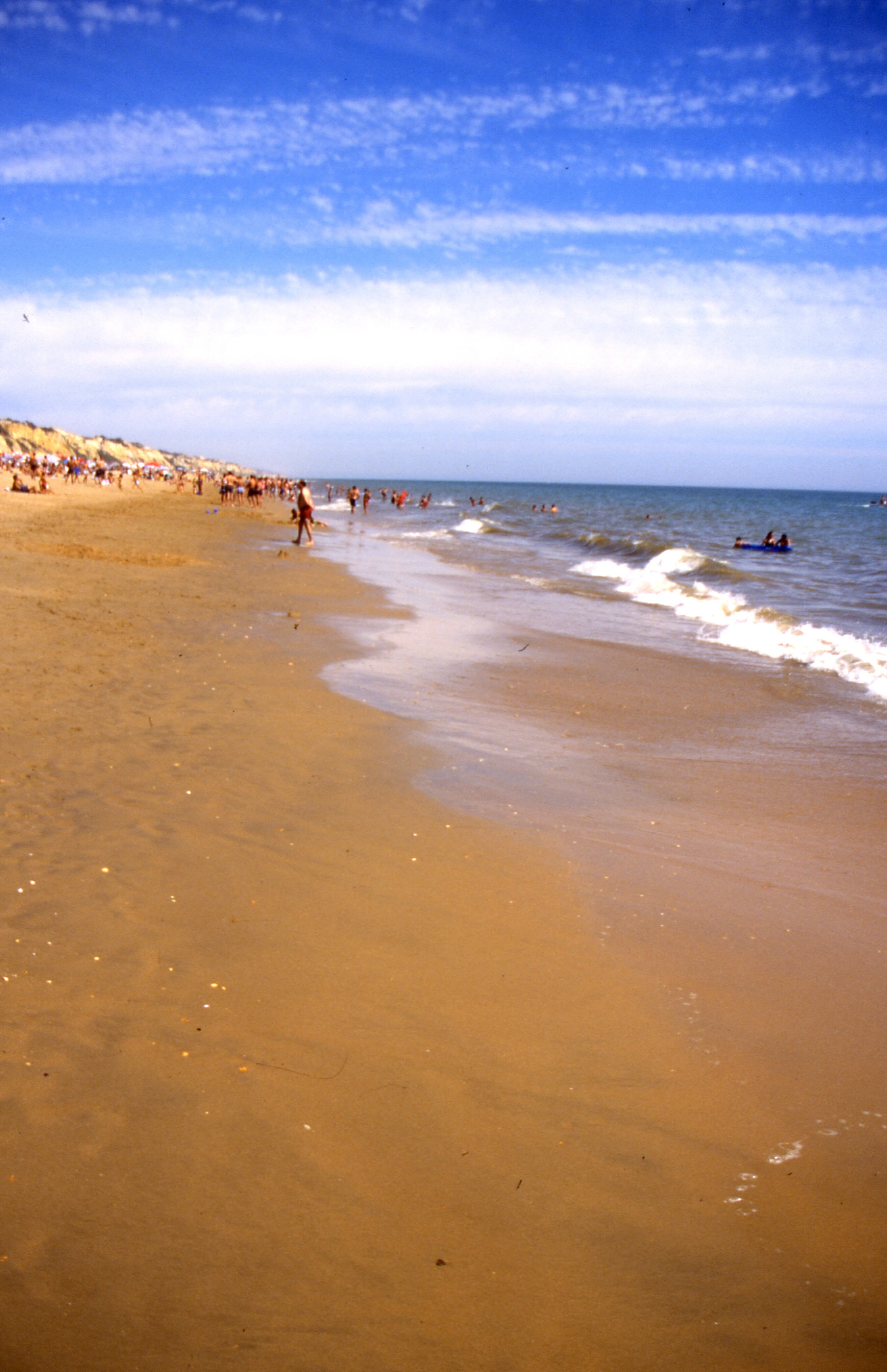

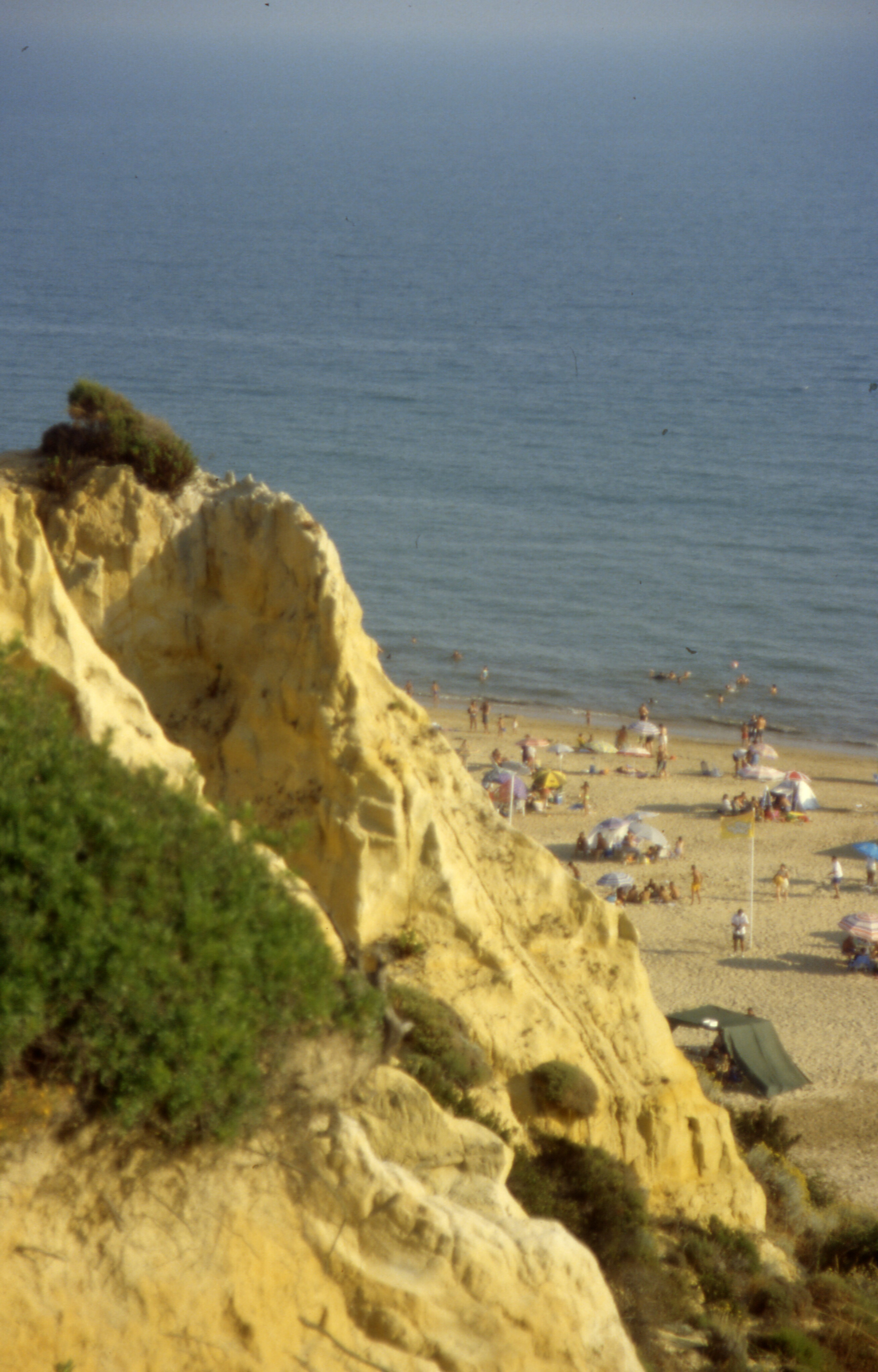

Mazagón és un nucli de població que pertany als municipis de Moguer i Palos de la Frontera a la Huelva, Andalusia, Espanya. Està governat per la mancomunitat Moguer - Palos de la Frontera constituïda pels ajuntaments de Moguer i Palos de la Frontera. L'any 2012 el nucli costaner tenia 4.101 habitants (INE), (3.357 habitants al terme de Moguer i 744 en el de Palos de la Frontera).

## Història

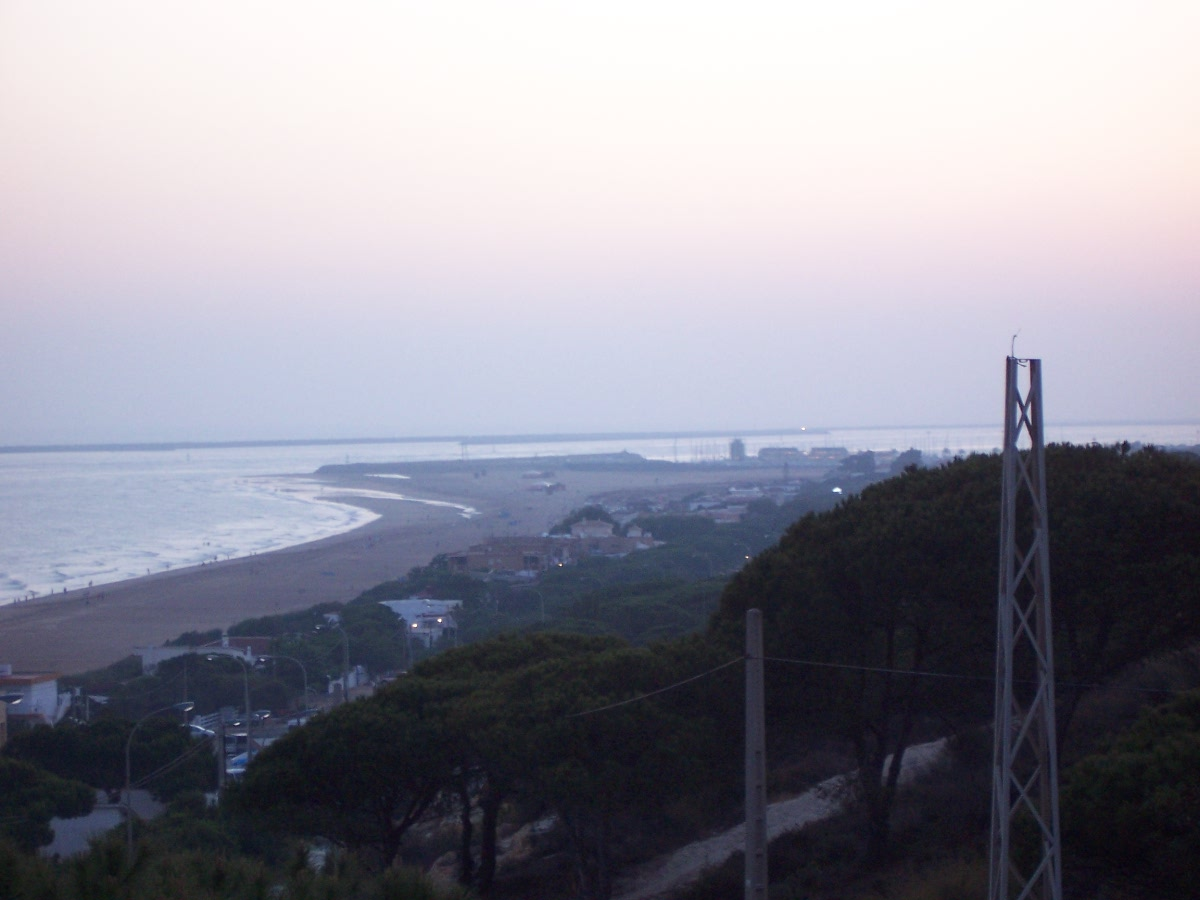
Platges de Mazagón.

Les referències a Mazagón com a nucli de població daten de finals del segle xix quan va adquirir un caràcter residencial a l'estiu i de freqüentació de les seves platges, de moltes famílies de Moguer, Palos de la Frontera, Bonares o Rociana del Condado.
Amb l'augment dels estiuejants es van construir el barris de "Santísima María de Salomé" i "Nuestra Señora del Socorro".

## Geografia
Té platges extenses i està prop del Parc Nacional de Doñana, els Paratges Naturals de les Lagunas de Palos i Las madres, i l'Estero Domingo Rubio; això com de llocs colombins i de l'escriptor i Premi Nobel Juan Ramón Jiménez.